# Torymus festivus
Torymus festivus is een vliesvleugelig insect uit de familie Torymidae. De wetenschappelijke naam is voor het eerst geldig gepubliceerd in 1950 door Hobbs.